# Aurora Plaza
Aurora Plaza is een wolkenkrabber in Shanghai, Volksrepubliek China. De bouw van de door Nikken Sekkei ontworpen kantoortoren begon in 2000 en werd in 2003 voltooid. Het postmodernistische gebouw is 185 meter hoog en heeft een oppervlakte van 97.200 vierkante meter. Naast 37 bovengrondse verdiepingen bevat Aurora Plaza ook een kelder van 3 verdiepingen. De gevel boven de vijfde verdieping is bekleed met goud- en zilverkleurig glas. De basis hieronder is bekleed met graniet.